# Social Choice and Welfare
Social Choice and Welfare ist eine wissenschaftliche Fachzeitschrift zu wirtschaftswissenschaftlichen Themen, insbesondere aus der Sozialwahltheorie und der Wohlfahrtsökonomik. Sie wird seit 1984 von Springer Science+Business Media verlegt und erscheint vierteljährlich.

## Redaktion
Die Redaktion des Social Choice and Welfare wird von den Redakteuren (managing editors) Bhaskar Dutta, Marc Fleurbaey, Elizabeth Maggie Penn und Clemens Puppe geführt, wobei Marc Fleurbaey als Koordinator auftritt. Es gibt 18 beratende Redakteure (advisory editors), darunter die Wirtschaftsnobelpreispträger Kenneth J. Arrow, Eric S. Maskin, Reinhard Selten und Amartya Sen. Daneben gibt es noch eine ganze Reihe einfacher Redakteure (editors).

## Rezeption
Im Jahr 2014 hatte das Journal gemäß eigenen Angaben einen Impact-Faktor von 0.749.
Combes und Linnemer sortieren das Journal mit Rang 80 von 600 wirtschaftswissenschaftlichen Zeitschriften in die drittbeste Kategorie A ein.